# Bắn cung tại Đại hội Thể thao Đông Nam Á 1987
Bắn cung tại Đại hội Thể thao Đông Nam Á năm 1987 được tổ chức từ ngày 13 đến 15 tháng 9 năm 1987 tại khu liên hợp thể thao Senayan, Jakarta, Indonesia. Các vận động viên tranh tài ở các nội dung cá nhân và đồng đội dành cho cả nam và nữ, sử dụng loại cung recurve theo quy định thi đấu quốc tế.
Chủ nhà Indonesia thể hiện sự thống trị của mình ở môn bắn cung khi giành được 11 huy chương vàng trên tổng 13 nội dung tranh tài, nhất toàn đoàn.

## Bảng huy chương
| Hạng               | Đoàn               | Vàng | Bạc | Đồng | Tổng số |
| ------------------ | ------------------ | ---- | --- | ---- | ------- |
| 1                  | Indonesia (INA)    | 11   | 10  | 5    | 26      |
| 2                  | Philippines (PHI)  | 1    | 2   | 2    | 5       |
| 3                  | Thái Lan (THA)     | 1    | 1   | 5    | 7       |
| 4                  | Singapore (SIN)    | 0    | 0   | 1    | 1       |
| Tổng số (4 đơn vị) | Tổng số (4 đơn vị) | 13   | 13  | 13   | 39      |

## Tóm tắt kết quả

### Nam
| Nội dung    | Vàng               | Vàng          | Bạc               | Bạc   | Đồng               | Đồng  |
| ----------- | ------------------ | ------------- | ----------------- | ----- | ------------------ | ----- |
| 30m         | Donald Pandiangan  | 673 pts       | Syafruddin Mawi   | 672   | Adang Adjidji      | 671   |
| 50m         | Amphol Amalekajorn | 315 pts       | Syafruddin Mawi   | 309   | Adang Adjidji      | 305   |
| 70m         | Adang Adjidji      | 622 pts       | Donald Pandiangan | 613   | Amphol Amalekajorn | 603   |
| 90m         | Adang Adjidji      | 575 pts (rec) | Donald Pandiangan | 553   | Amphol Amalekajorn | 533   |
| Grand Total | Adang Adjidji      | 2.472 pts     | Donald Pandiangan | 2432  | Amphol Amalekajorn | 2430  |
| Đồng đội    | Indonesia          | 7.313 pts     | Thái Lan          | 7.106 | Singapore          | 6.938 |

### Nữ
| Nội dung    | Vàng                | Vàng          | Bạc                 | Bạc   | Đồng            | Đồng  |
| ----------- | ------------------- | ------------- | ------------------- | ----- | --------------- | ----- |
| 30m         | Nurfitriyana Saiman | 669 pts       | Fitrizal Iriani     | 666   | Kusuma Wardhani | 664   |
| 50m         | Joanna Chan         | 606 pts       | Nurfitriyana Saiman | 603   | Kusuma Wardhani | 603   |
| 60m         | Nurfitriyana Saiman | 629 pts       | Fitrizal Iriani     | 614   | Kusuma Wardhani | 614   |
| 70m         | Kusuma Wardhani     | 621 pts (rec) | Nurfitriyana Saiman | 583   | Helia Patracios | 582   |
| Grand Total | Kusuma Wardhani     | 2.502         | Nurfitriyana Saiman | 2.484 | Joanna Chan     | 2.449 |
| Đồng đội    | Indonesia           | 4.593 pts     | Philippines         | 4.353 | Thái Lan        | 4.329 |
| Đôi         | Indonesia           | 7.398 pts     | Philippines         | 7.085 | Thái Lan        | 7.025 |